# Blaye-côtes-de-bordeaux
Pour la commune, voir Blaye.
Le blaye-côtes-de-bordeaux est un vin français produit dans le vignoble du Blayais et du Bourgeais, une des subdivisions du vignoble de Bordeaux. Il s'agit d'une dénomination géographique complémentaire au sein de l'appellation d'origine contrôlée côtes-de-bordeaux, créée en 2009 en remplacement de l'ancienne appellation « premières-côtes-de-blaye ».  
Le vignoble se situe à 45 kilomètres au nord de Bordeaux, face au Médoc, le long de la rive droite de l'estuaire de la Gironde. 
Deux types de vins sont produits sous cette appellation : du rouge et du blanc sec, la production de rouge représentant approximativement 95 % de la production totale dans les années récentes.
Ces vins partagent la même aire d'appellation que l'AOC blaye, qui a a un cahier des charges plus exigeant et ne produit que du rouge. Existait également une AOC côtes-de-blaye (en blanc sec uniquement), qui n'est plus revendiquée depuis 2015 et ne fait plus partie de la liste des AOC sur le site de l'INAO.

## Histoire
La dénomination actuelle blaye-côtes-de-bordeaux, créée en 2009, correspond à l'ancienne appellation premières-côtes-de-blaye, qui date de 1936. La production viticole dans le Blayais remonte bien plus loin. Au Moyen Âge, selon l'historien Hugh Johnson, le vignoble bordelais était essentiellement localisé sur les rives de la Garonne, c'est-à-dire sur les appellations actuelles graves et premières-côtes-de-bordeaux, avec quelques vignes éparses dans l'Entre-deux-Mers et autour de Blaye.
Au XVIIe siècle, une grande influence est attribuée aux négociants hollandais : la guerre de Trente Ans ayant ravagé le vignoble rhénan, ils favorisèrent le développement de plusieurs vignobles d'exportation le long des côtes atlantiques. Pour garantir une bonne conservation (en plus de l'usage de la mèche soufrée), et pour correspondre aux goûts des Européens du Nord, ces vins étaient souvent renforcés par l'ajout d'eau-de-vie. Une partie de la production viticole du Blayais, tout comme le Cognaçais voisin, se spécialisa en partie dans la production de vins destinés à la distillation (du vin de chaudière pour faire de la fine). Fin XVIIe siècle, la construction de la citadelle de Blaye limite l'activité commerciale du petit port.
Au début du XIXe siècle, André Jullien mentionne à peine la zone : « Les Côtes sont les collines qui bordent la Garonne et la Gironde, depuis Langon jusqu'à Blaye. Les vins qu'elles produisent ont une belle couleur et beaucoup de corps ». Charles Cocks, dans l'édition 1874 de son guide, dit de la production du Blayais « que ces vins sont classés parmi les meilleurs ordinaires du Bordelais ». Les vins rouges, « dont la production a quadruplé depuis quelques années, jouissent d'une faveur chaque jour de plus en plus grande » ; ils sont décrits comme ayant en moyenne 10,5° d'alcool, produits majoritairement avec du malbec ; les producteurs sont alors classés en premiers crus bourgeois, crus bourgeois, crus artisans et paysans. Les vins blancs étaient « produits avec de l'enrageat, servant aux opérations ou à la consommation des paysans ».
L'appellation « Premières côtes de Blaye » est officiellement reconnue comme une appellation d'origine contrôlée par le décret du 11 septembre 1936, en même temps que les AOC blaye (en rouge et blanc) et côtes-de-blaye (en blanc) et sur la même aire (les cantons de Blaye, de Saint-Savin-de-Blaye et de Saint-Ciers-sur-Gironde). En 1974, est fondée la coopérative « cave des Hauts de Gironde » (devenue les Vignerons de Tutiac, basés à Marcillac), important producteur de l'appellation. Les vignes destinés à produire du blanc sont progressivement arrachées. En 1985, les syndicats de producteurs des appellations et dénomination bordeaux-côtes-de-francs, côtes-de-castillon, premières-côtes-de-blaye et premières-côtes-de-bordeaux (alors aussi en rouge) décident de mettre en commun leurs efforts publicitaires, en créant l'« association des 5 Côtes de Bordeaux ». En 1987 est fondée la Maison du Vin de Blaye. Le cahier des charges de l'appellation « Premières Côtes de Blaye » est modifié en 1958 et en 1994. En 2007, l'association devient l'« Union des Côtes de Bordeaux ».
En 2009, l'appellation premières-côtes-de-blaye change de nom et est regroupée avec les trois autres (cadillac, castillon et franc) pour former ensemble la nouvelle appellation côtes-de-bordeaux, créée par le décret du 29 octobre 2009. Les vins peuvent être vendus sous ce nom générique, ou on peut rajouter sur l'étiquette une dénomination géographique complémentaire, ce qui donne ici « blaye-côtes-de-bordeaux ». Le cahier des charges de la nouvelle appellation est ensuite modifié en décembre 2011 (passage en AOP), puis en novembre 2016 (intégration de l'ancienne appellation sainte-foy-bordeaux) et enfin en novembre 2021.

## Vignoble
Selon les Douanes, la superficie revendiquée en 2023 sous l'appellation est de 5 399 hectares, dont 5 119 ha pour faire du rouge et 280 ha pour du blanc.

### Aire d'appellation
L'aire d'appellation du blaye-côtes-de-bordeaux couvre les 40 communes suivantes : Anglade, Berson, Blaye, Braud-et-Saint-Louis, Campugnan, Cars, Cartelègue, Cavignac, Cézac, Civrac-de-Blaye, Cubnezais, Donnezac, Étauliers, Eyrans, Fours, Générac, Laruscade, Marcenais, Marsas, Mazion, Plassac, Pleine-Selve, la partie de la commune de Pugnac correspondant au territoire de Lafosse avant sa fusion avec celle-ci au 1er juillet 1974, Reignac, Saint-Androny, Saint-Aubin-de-Blaye, Saint-Christoly-de-Blaye, Saint-Ciers-sur-Gironde, Saint-Genès-de-Blaye, Saint-Girons-d'Aiguevives, Saint-Mariens, Saint-Martin-Lacaussade, Saint-Palais, Saint-Paul, Saint-Savin, Saint-Seurin-de-Cursac, Saint-Vivien-de-Blaye, Saint-Yzan-de-Soudiac, Saugon et Val-de-Livenne.
Elle est identique à celle de l'appellation blaye.

### Géologie

#### Sous-sol
Le Blayais, sur la rive droite de la Gironde, est avant tout calcaire :
- formations dites du « calcaire de Blaye » datant de l'Éocène moyen (peut-être le Lutétien) ;
- remplacé plus à l'est par le « calcaire lacustre de Plassac » du Priabonien (Éocène supérieur, d'origine lacustre) et de « marnes à Ostréa bersonensis » sur les reliefs ;
- et des colluvions argileuses würmiennes et holocènes sur les versants et les fonds[21].

L'arrière-pays encore plus à l'est a des reliefs de « calcaire de Saint-Estèphe » gréseux à débris de fossiles (de l'Éocène) avec des vallons remplis de colluvions sableuses quaternaires (sables du Périgord),.

#### Sols
Selon la zone géographique de l'appellation, les sols peuvent être argilo-calcaires, argilo-graveleux ou silico-argileux.
- Dans le Sud-Ouest sous une ligne qui va d’Anglade à Saint-Vivien-de-Blaye, pays des collines calcaires, les sols sont bruns, peu argileux et peu épais, souvent de type rendzine. Dans l’intérieur du plateau, les sols bruns deviennent plus argileux et à tendance sableuse dans les pentes.
- Au nord et à l'est de l’aire géographique, pays des sables et des graviers, les sols localement sablo-graveleux sont majoritairement sableux gris à noirs, acides[21],[22].

### Encépagement
Les vins rouges sont issus des cépages suivants :
- comme cépages principaux, les cabernet sauvignon N[5], cabernet franc N, côt N (malbec) et merlot N ;
- comme cépages accessoires, les carménère N et petit verdot N. La proportion du cépage carmenère N doit être inférieure à 10 % de l’encépagement et celle du cépage petit verdot N à 15 % de l’encépagement[6].

Dans la pratique, les parcelles destinées à faire du vin rouge sont à 70 % du merlot, complété par 20 % de cabernet-sauvignon et 10 % de malbec.
Les vins blancs sont issus des cépages suivants :
- comme cépages principaux, les sauvignon B, sémillon B et muscadelle B ;
- cépages accessoires, les colombard B et ugni blanc B (trebbiano).

La proportion de l’ensemble des cépages accessoires doit être inférieure ou égale à 15 % de l’encépagement.
Dans la pratique, les parcelles, pour le blanc, sont  occupées par 90 % du sauvignon, 10 % de sémillon et un peu de muscadelle.

## Vins

### Cahier des charges
Le cahier des charges de l'AOC blaye-côtes-de-bordeaux reprend des contraintes moins exigeantes que celles de l'AOC blaye, entre autres (liste non exhaustive) :
| Critères                   | AOC blaye                            | AOC blaye-côtes-de-bordeaux           |
| -------------------------- | ------------------------------------ | ------------------------------------- |
| Rendement                  | 48 hl/ha                             | 52 hl/ha                              |
| Rendement butoir           | 60 ha/ha                             | 65 hl/ha                              |
| Densité minimale           | 6 000 pieds/ha                       | 4 500 pieds/ha                        |
| Écartement des rangs       | 2 mètres                             | 2,5 ou 3 mètres selon les cépages     |
| Yeux francs par pied       | 10                                   | 12                                    |
| Charge maximale            | 7 500 kg/ha                          | 8 500 kg/ha                           |
| Charge maximale            | 13 grappes par pied                  | 15 grappes par pied                   |
| Richesse en sucre          | merlot : min. 210 g/L                | merlot : min. 198 g/L                 |
| Titre volumétrique naturel | min 12 %                             | min 11,5 %                            |
| Enrichissement             | interdit                             | autorisé                              |
| Période d'élevage          | jusqu'au 15 mars de l'année suivante | jusqu’au 15 mars de la deuxième année |

### Rendements
Le rendement maximum autorisé par le cahier des charges est de 52 hectolitres par hectare en rouge et de 62 hl/ha en blanc ; le rendement butoir est de 65 hl/ha en rouge et de 72 hl/ha en blanc. Un producteur peut ainsi déclarer un « volume complémentaire individuel » (une partie de la récolte qui est conservée pour compléter le millésime suivant) ou un « volume substituable individuel » (en remplacement du même volume d'un mauvais millésime) supérieur au rendement maximum autorisé ; pour la vendange 2024, la limite pour un VCI ou un VSI était de 62 hl/ha en rouge et de 65 en blanc.
La production déclarée en 2023 a été d'un total de 247 681 hectolitres (un hectolitre (hl) = 100 litres = 133 bouteilles de 75 cl), dont 232 207 hl de rouge et 15 474 hl de blanc.  Le rendement réel est en moyenne en 2023 de 45 hl/ha en rouge et de 55 hl/ha en blanc.
Les rendements moyens déclarés récemment pour le rouge sont :
| Année | Superficie (ha) | Production (hl) | Rendement (hl/ha) |
| ----- | --------------- | --------------- | ----------------- |
| 2019  | 5 786           | 247 164         | 43                |
| 2020  | 5 631           | 273 505         | 49                |
| 2021  | 5 412           | 214 836         | 40                |
| 2022  | 5 139           | 212 586         | 41                |
| 2023  | 5 120           | 232 207         | 45                |
| 2024  | 4 373           | 144 028         | 33                |

Les rendements moyens déclarés récemment pour le blanc sont:
| Année | Superficie (ha) | Production (hl) | Rendement (hl/ha) |
| ----- | --------------- | --------------- | ----------------- |
| 2019  | 297             | 12 503          | 42                |
| 2020  | 304             | 14 755          | 49                |
| 2021  | 312             | 12 828          | 41                |
| 2022  | 284             | 10 311          | 36                |
| 2023  | 280             | 15 475          | 55                |
| 2024  | 269             | 11 163          | 41                |

### Dégustation
Le blaye-côtes-de-bordeaux rouge montre une couleur pourpre à reflets noirs. Il dégage des notes de fruits rouges mûrs et d'épices, de gibier, de chocolat et de boisé vanillé (lorsqu'ils sont élevés en barrique). Souples, ronds et bien équilibrés, ils bénéficient d'un bon soutien tannique et d'une solide structure qui peut servir de support au vieillissement. Il s'associe au veau braisé, au pot-au-feu, au bœuf en daube et au thon grillé aux poivrons.
Le blanc a une robe jaune clair à reflets verts. Le nez présente des notes d'agrumes (citron, pamplemousse, mandarine), d'amande grillée et de fruits exotiques. Au palais, il montre de la fraîcheur et un côté fruité. Il est gras et élégant avec une jolie finale. Il s'associe aux fruits de mer, au saumon, au risotto aux fruits de mer, au poisson grillé et au poulet à la crème,.

## Œnotourisme
Le syndicat viticole de Blaye travaille sur la mise en avant de l'appellation au travers de nombreux évènements.
Le Printemps des vins : organisé sur un week-end à la mi-avril, le principe est de regrouper près de 80 viticulteurs de l'appellation blaye-côtes-de-bordeaux dans l'enceinte de la citadelle. L'acquisition d'un pass permet d'accéder aux dégustations des vins de ces vignerons et à toutes sortes d'animations.
Blaye au Comptoir : à l'automne à Paris et en hiver à Bordeaux. Les viticulteurs de l'appellation se déplacent pour faire déguster leurs produits dans différents établissements de la ville concernée,.
Marathon des vins de Blaye : marathon au cœur du vignoble avec des stands de dégustation.
Rando VTT des vins de Blaye : randonnées VTT de différents niveaux dans le vignoble avec des stands de dégustation.
Vendanges du clos de l'Échauguette : le clos de l'Échauguette se situe dans la citadelle de Blaye et domine l'estuaire avec seulement 33 ares ; les vendanges sont ouvertes au public.